# 샤를 아즈나부르
샤를 아즈나부르(프랑스어: Charles Aznavour, 1924년 5월 22일 ~ 2018년 10월 1일)는 아르메니아계 프랑스인으로, 가수, 작사가, 외교관으로 활동했다. 고음에서는 맑고도 또랑또랑한 소리를, 또 저음에서는 걸걸하고도 중한 소리를 내는 특이음성의 테너 가수로 고명하다. 70년에 걸친 가수생활을 통틀어 1,200여개 곡을 녹음했고, 그중 일부는 9개 국어로 녹음했다. 자작 또는 합작으로 1,000여곡을 써내기도 했다.
프랑스 제일가는 중견가수로 이름나 있다. 평생 동안 1억 8천만 장을 웃도는 음반을 팔아 치웠다. 세칭은 프랑스의 프랭크 시나트라. 음악평론가 스티븐 홀덴이 칭하기로는 "프랑스 대중음악의 신". 홀덴은 또 아르메니아인 중에서는 가장 유명한 사람이라고도 평했다.
1998년 CNN 및 《타임 온라인》 기획의 전 세계인 투표를 통해 세기의 연예인(Entertainer of the Century)으로 지명되었다. 이 투표에서 18%에 수렴하는 투표율을 얻어내 엘비스 프레슬리와 밥 딜런을 몰아내고 가장 세난 음악인으로 뽑히기 이르렀다. 장 콕토 이르되, "아즈나부르 전까지, 체념 같은 건 인기 없었다."
대통령, 교황, 왕족들 앞에서 기꺼이 노래했으며, 또한 인도주의 행사의 참여를 꺼리지 아니했다. 1988년 아르메니아 지진 때는 평생의 벗 레본 사얀과 더불어 자선단체 아즈나부르 포 아르메니아(Aznavour for Armenia)를 조직해 활동하기도 했다. 2009년 스위스의 아르메니아 대사로 피임되었으며, 또 국제연합에 대한 아르메니아의 영구대표자로 세워졌다. 2014년 인생 마지막 순회공연을 떠났다. 2017년 8월 24일 헐리우드 명예의 거리에서 2,618번째짜리 별을 박아넣었다. 이해 말 제2차 세계대전 적 유대인의 은비에 대한 공으로 여형제와 더불어 라울 발렌베리상을 수상했다.

## 같이 보기
- 가장 많은 음반을 판 음악가 목록